# Yttersta domen (van der Weyden)
Yttersta domen, även kallad Beaunalataret, är den flamländske konstnären Rogier van der Weyden största oljemålning och ett av den tidiga nederländska konstens främsta verk jämte Gentaltaret. 
Altarskåpet beställdes år 1443 av den burgundiske kanslern Nicolas Rolin, även känd från Jan van Eycks Kansler Rolins madonna, och hans hustru Guigonne de Salins till deras samtidigt uppförda sjukhem Hôtel-Dieu de Beaune i dagens Bourgogne-Franche-Comté där den fortfarande ställs ut. Sjukhemmet invigdes 1451 och då var även altarmålningen färdigställd.   
Den är ett flygelaltarskåp i två våningar, samt en polyptyk med 15 paneler varav 9 finns inne i skåpet och syns i utfällt läge och sex är på utsidan och syns i stängt läge. För några år sedan sågades flygeldörrarna itu så att såväl in- och utsida kan uppvisas samtidigt. 
I bildens corpus (mittbilden) visas Kristus och ärkeängeln Mikael vid den yttersta domen, det vill säga den nytestamentliga berättelsen som skildrar avgörandets stund för människans slutliga tillvaro i evigheten. I Matteusevangeliet (kapitel 25) berättas om att Människosonen (Kristus) som domare då skall ”skilja fåren från getterna”. I målningen tronar Kristus på en regnbåge och ärkeängeln står under den och väger människornas själar på en våg. Kristus omges av en liljekvist och ett flammande svärd, välsignar med höger hand de frälsta som kommer till paradiset, skildrat i panelen längst till vänster. Med vänster hand dömer han de onda människorna till helvetet, avbildat längst till höger.   
Bredvid den tronande Kristus, vid regnbågens slut, sitter Jungfru Maria till vänster och Johannes Döparen till höger i en så kallad deësis. Bakom sitter de tolv lärjungarna, Petrus i rött till vänster och Paulus i grönt till höger. Längst bak i denna himmelska domstol sitter en påve, en biskop, en kung och en munk till vänster och tre kvinnor till höger.

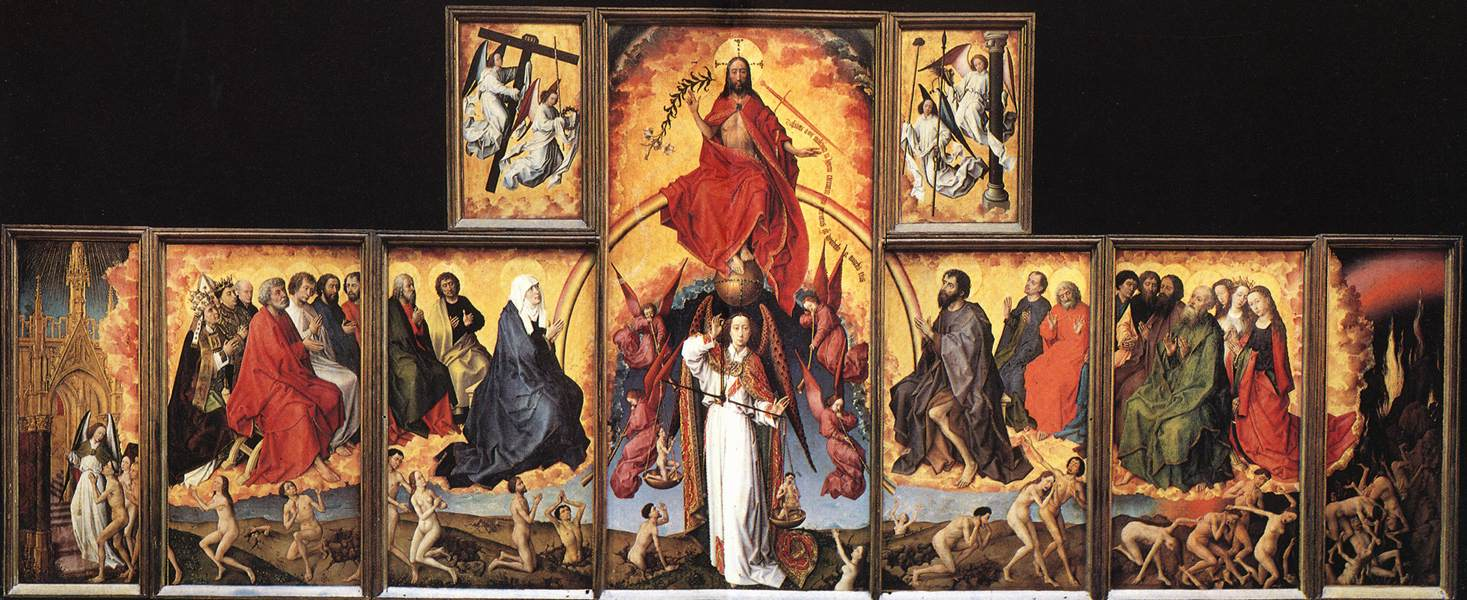
Yttersta domen. Altarskåpets interiör.

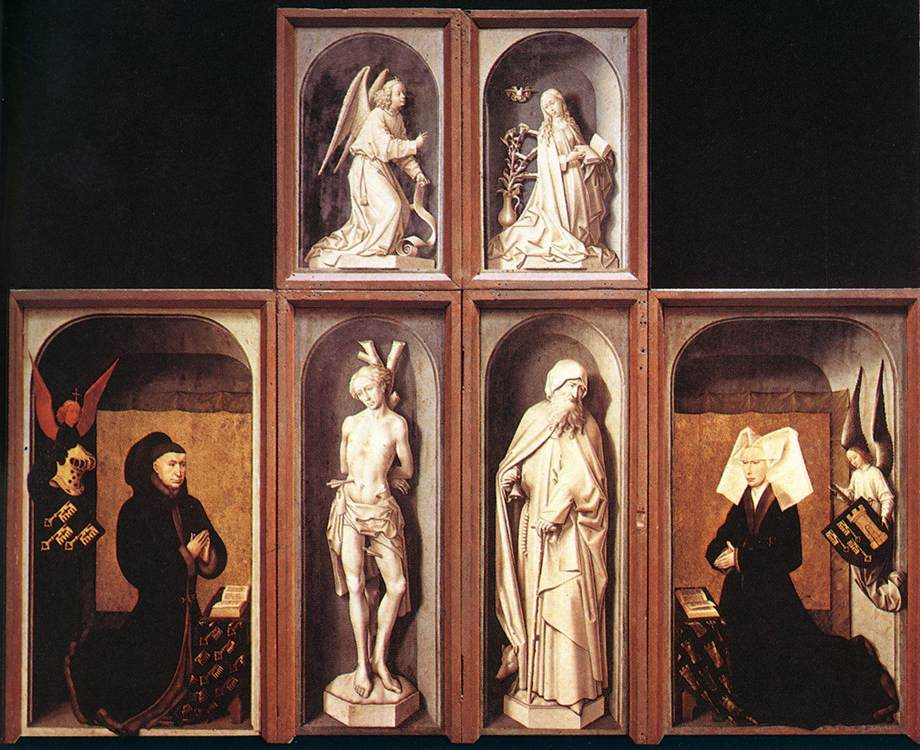
Yttersta domen. Altarskåpets exteriör.

Altarskåpets andra sida består av sex personporträtt i sex paneler. De övre bilderna visar bebådelsen då ärkeängeln Gabriel överlämnar budskapet till Jungfru Maria om hennes havandeskap. I de undre mittpanelerna skildras helgonen Sebastian och Antonius. Samtliga fyra paneler i mitten är utförda i grisailleteknik. På ömse sidor om helgonen avbildas donatorerna, det vill säga Nicolas Rolin och hans hustru Guigonne de Salins som båda är begravda i Hôtel-Dieu de Beaune. 